# Stamen Grigorov
Stamen Grigorov (Studen Izvor, 27 ottobre 1878 – Sofia, 27 ottobre 1945) è stato un medico bulgaro.
È noto, in particolare, per aver scoperto il Lactobacillus delbrueckii subsp. bulgaricus, che è la vera causa dell'esistenza dello yogurt naturale.

## Biografia
Stamen Grigorov è nato nel villaggio di Studen Izvor, provincia di Pernik, Bulgaria. Ha completato l'istruzione secondaria in scienze naturali a Montpellier, in Francia, e in scienze mediche a Ginevra, in Svizzera. Nel 1905, all'età di 27 anni, Grigorov fece la scoperta, per la quale è meglio conosciuto. Nel laboratorio microbiologico del professor Léon Massol a Ginevra, ha scoperto che un certo ceppo di bacillo è la vera causa dell'esistenza dello yogurt naturale.
In riconoscimento il ceppo è stato chiamato dalla comunità scientifica Lactobacillus bulgaricus, un batterio che è tra gli organismi responsabili della fermentazione del latte.
Le sue ulteriori ricerche condotte in molti istituti di tutto il mondo hanno dimostrato che lo yogurt bulgaro aiuta nel trattamento di varie malattie e condizioni come infezioni, malattie otico-rino-laringee, tubercolosi, malattie dello stomaco e dell'intestino, ulcere, alcune malattie ginecologiche, affaticamento, ecc. Le proprietà profilattiche e curative dello yogurt bulgaro sono dovute al ricco contenuto di vitamine tra cui B 1, B 2, C, A, D, E, PP, B 12, nonché lattosio, proteine e altre importanti sostanze stimolanti. 
Oltre alla scoperta del Lactobacillus bulgaricus, il Dr. Grigorov ha dato un contributo importante alla creazione di un vaccino anti- tubercolosi: attraverso i suoi esperimenti scientifici "in vitro" e "in vivo" su animali da laboratorio e successivamente su pazienti umani, il dottor Grigorov ha dimostrato e descritto chiaramente l'effetto curativo dei funghi penicillinici nel trattamento della tubercolosi.